# Gedragsneurologie
Gedragsneurologie is een medisch specialisme dat zich bevindt op het grensgebied van neurologie en psychiatrie. Het vakgebied wordt sinds 2005 erkend als individueel neurologisch gebied door de Nederlandse Vereniging voor Neurologie. In de Verenigde Staten wordt de studie al langer intensief beoefend.
Gedragsneurologie richt zich op patiënten bij wie neurologische aandoeningen leiden tot onder meer cognitieve beperkingen, stoornissen in emotionele uitdrukkingsmogelijkheden ('affectieve stoornissen') en emotionele reacties. Dit komt voor bij onder meer mensen met epilepsie of multiple sclerose.
Een gedragsneuroloog begint bij het systemische probleem (bijvoorbeeld dementie, de ziekte van Parkinson of een beroerte) en kijkt van daar uit naar emotionele, cognitieve en gedragsmatige gevolgen die deze ziekten hebben. Van daaruit stelt hij/zij een behandelplan op.